# Black Girls Code
Black Girls CODE (BGC) ist eine US-amerikanische  gemeinnützige Organisation, die sich auf die technologische Bildung von afroamerikanischen Mädchen konzentriert. Kimberly Bryant, eine Elektroingenieurin, die über 20 Jahre in der Biotechnologie tätig war, gründete Black Girls Code 2011, um gegen die Unterrepräsentation von afroamerikanischen Mädchen und Frauen im Technologiesektor zu kämpfen. Die Organisation bietet Programme für Computerprogrammierung, Codierung und die Erstellung von Webseiten, Robotern und mobilen Anwendungen an, um afroamerikanischen Jugendlichen die nötigen Fähigkeiten zu vermitteln.

## Gründung
Kimberley Bryant kam auf die Idee, BGC zu gründen, nachdem ihre Tochter an einem Computer-Sommercamp teilgenommen hatte und von der Erfahrung enttäuscht wurde. Ihre Tochter war eines der wenigen Mädchen, die im Camp waren, und das einzige afroamerikanische Mädchen. Sie bemerkte auch, dass die Jungen im Camp viel mehr Aufmerksamkeit von den Betreuern erhielten als die wenigen Mädchen, die anwesend waren. In einem Interview mit Ebony sagte Bryant: „Ich wollte einen Weg finden, meine Tochter dazu zu bringen, eine digitale Designerin statt einer bloßen Konsumentin zu werden, und ich habe keine anderen Programme gefunden, die sich an Mädchen wie sie aus unterrepräsentierten Gemeinschaften richten“.
Im Jahr 2011 entwickeln Bryant und ihre Kollegen bei Genentech, ein sechswöchiges Codierungsprogramm für afroamerikanische Mädchen zu entwickeln. Ihre erste Bildungsreihe begann im Keller einer universitätsvorbereitenden Einrichtung und wurde von einem Dutzend Mädchen, darunter auch ihrer Tochter, besucht. Im Januar 2012 investierte eine Technologieberatungsfirma namens ThoughtWorks in die Initiative von Kimberley Bryant, die ihr Zugang zu Räumlichkeiten und Ressourcen verschaffte und ermöglichte es der Organisation, eine international anerkannte gemeinnützige Organisation zu werden. Im Dezember 2019 hatte BGC insgesamt 15 Sektionen.

## Organisation

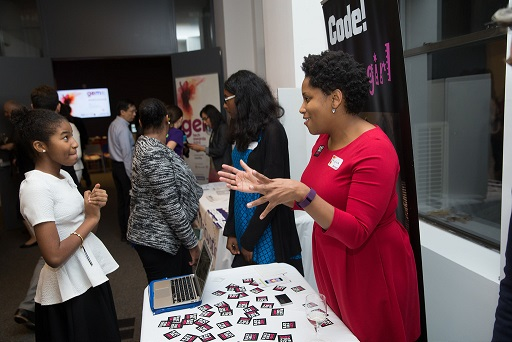
Black Girls Code at GEM-TECH 2015 awards

BGC hat sich zu einer schnell wachsenden Organisation entwickelt, die sich in den USA und im Ausland rasch ausbreitete. Die Organisation mit ihrem Sitz in Oakland, Kalifornien, erreichte im August 2013 rund 2.000 Studierende an sieben Institutionen, die in sieben US-Bundesstaaten sowie in Johannesburg, Südafrika, angesiedelt waren. BGC strebte eine Vergrößerung seiner Reichweite an, indem es in den folgenden Jahren Abteilungen in den USA und in Afrika hinzufügte.
BGC organisiert auch zweisprachige Workshops in Partnerschaft mit der Latino Startup Alliance.
BGC stützt sich auf eine große Zahl von Freiwilligen, die Workshops konzipieren und durchführen. Fachleute aus der IT-Branche teilen ihr Fachwissen mit jungen Schülern und helfen ihnen, sich mit den Grundlagen des Softwaredesigns in Sprachen wie Scratch oder Ruby on Rails vertraut zu machen. Außerschulische Aktivitäten wechseln sich mit eintägigen Workshops ab und im Sommer finden dann verlängerte Kurse statt.
BGC ist zur Finanzierung seiner Aktivitäten hauptsächlich auf Spenden angewiesen. Im Jahre 2013 erhalten 75 % der Schülerinnen ein Stipendium.
Das Motto des Black Girls CODE lautet: „Imagine, Build, Create.“ (Stell dir vor, Baue auf, Erstelle.)

## Preise und Stipendien
- 2014: Black Girls CODE erhielt im Januar 2014 einen Zuschuss in Höhe von 50.000 USD von der Azure Development Community Campaign (AzureDev).[10] Bryant erhielt außerdem eine „Standing O-vation“, die von Oprah Winfrey und Toyota im November 2014 präsentiert wurde.[3]
- 2015: Im August 2015 lehnte K. Bryant einen Zuschuss in Höhe von 125.000 USD von der App Uber ab und bezeichnete das Vorgehen als unehrlich und „PR-getrieben“. Sie kritisierte Uber auch dafür, dass es Girls Who Code 1,2 Millionen USD angeboten hatte, was fast zehnmal so viel war.[11]
- 2018: Im Februar 2018 gab Black Girls CODE eine Partnerschaft mit dem Uber-Konkurrenten Lyft im Rahmen seines Round Up & Donate-Programms bekannt.[12]